# Margarethe Schreinemakers
Margarethe Schreinemakers (n. 27 iulie 1958  în Krefeld) este o moderatoare TV germană, cel mai mare succes l-a avut cu emisiunea talkshow „Schreinemakers live“.